# ITF Women's Circuit Anning 2014
L'ITF Women's Circuit Anning 2014 è stato un torneo di tennis facente parte della categoria ITF Women's Circuit nell'ambito dell'ITF Women's Circuit 2014. Il torneo si è giocato ad Anning in Cina dal 28 aprile al 4 maggio 2014 su campi in terra rossa e aveva un montepremi di $50,000.

## Partecipanti

### Teste di serie
| Nazionalità   | Giocatrice        | Ranking* | Testa di serie |
| ------------- | ----------------- | -------- | -------------- |
| Serbia        | Jovana Jakšić     | 114      | 1              |
| Taipei cinese | Hsieh Su-wei      | 117      | 2              |
| Slovenia      | Tadeja Majerič    | 127      | 3              |
| Cina          | Zheng Saisai      | 145      | 4              |
| Russia        | Irina Chromačëva  | 218      | 5              |
| Russia        | Marina Mel'nikova | 239      | 6              |
| Paesi Bassi   | Cindy Burger      | 255      | 7              |
| Giappone      | Nao Hibino        | 269      | 8              |

- Ranking al 21 aprile 2014.

### Altre partecipanti
Giocatrici che hanno ricevuto una wild card:
- Yang Zhaoxuan
- Zhang Ying

Giocatrici che sono passate dalle qualificazioni:
- Nozomi Fujioka
- Riko Sawayanagi
- Wang Yan
- Zhu Lin

## Vincitrici

### Singolare
Zheng Saisai ha battuto in finale  Jovana Jakšić con il punteggio di 6–2, 6–3

### Doppio
Han Xinyun /  Zhang Kailin hanno battuto in finale  Varatchaya Wongteanchai /  Zhang Ling con il punteggio di 6–4, 6–2